# 서울특별시북부교육지원청
서울특별시북부교육지원청(서울特別市北部敎育支援廳, Seoul Bukbu District Office of Education)은 서울특별시 도봉구, 노원구를 관할하는 서울특별시교육청 산하의 교육지원청이다.
교육장은 장학관으로 보한다.

## 산하기관

### 도봉구
초등학교
| - 동북초등학교 - 서울가인초등학교 - 서울누원초등학교 - 서울도봉초등학교 - 서울방학초등학교 - 서울백운초등학교 | - 서울숭미초등학교 - 서울신방학초등학교 - 서울신창초등학교 - 서울신학초등학교 - 서울신화초등학교 - 서울쌍문초등학교 | - 서울오봉초등학교 - 서울월천초등학교 - 서울자운초등학교 - 서울창경초등학교 - 서울창도초등학교 - 서울창동초등학교 | - 서울창림초등학교 - 서울창원초등학교 - 서울창일초등학교 - 서울초당초등학교 - 한신초등학교 |

중학교
| - 노곡중학교 - 도봉중학교 - 방학중학교 - 백운중학교 | - 북서울중학교 - 선덕중학교 - 신도봉중학교 | - 신방학중학교 - 정의여자중학교 - 창동중학교 | - 창북중학교 - 창일중학교 - 효문중학교 |

### 노원구
초등학교
| - 상명초등학교 - 서울계상초등학교 - 서울공릉초등학교 - 서울공연초등학교 - 서울노원초등학교 - 서울노일초등학교 - 서울녹천초등학교 - 서울당현초등학교 - 서울덕암초등학교 - 서울동일초등학교 - 서울불암초등학교 | - 서울상경초등학교 - 서울상계초등학교 - 서울상곡초등학교 - 서울상수초등학교 - 서울상원초등학교 - 서울상월초등학교 - 서울상천초등학교 - 서울선곡초등학교 - 서울수락초등학교 - 서울수암초등학교 - 서울신계초등학교 | - 서울신상계초등학교 - 서울연지초등학교 - 서울연촌초등학교 - 서울온곡초등학교 - 서울용동초등학교 - 서울용원초등학교 - 서울원광초등학교 - 서울월계초등학교 - 서울을지초등학교 - 서울중계초등학교 - 서울중원초등학교 | - 서울중평초등학교 - 서울중현초등학교 - 서울청계초등학교 - 서울태랑초등학교 - 서울태릉초등학교 - 서울한천초등학교 - 청원초등학교 - 태강삼육초등학교 - 화랑초등학교 |

중학교
| - 공릉중학교 - 광운중학교 - 노원중학교 - 노일중학교 - 녹천중학교 - 불암중학교 - 상경중학교 - 상계제일중학교 | - 상계중학교 - 상명중학교 - 상원중학교 - 수락중학교 - 신상중학교 - 신창중학교 - 염광중학교 | - 온곡중학교 - 월계중학교 - 을지중학교 - 재현중학교 - 중계중학교 - 중원중학교 | - 중평중학교 - 청원중학교 - 태랑중학교 - 하계중학교 - 한천중학교 |

## 같이 보기
- 대한민국 교육부